# Шерман, Лев Николаевич
Лев Николаевич Шерман (11 января 1902 — 20 мая 1986) — советский архитектор и инженер. Лауреат Сталинской премии (1950).

## Биография
Лев Шерман родился 11 января 1902 года. Принимал участие в Гражданской войне. Окончил МВТУ в 1928 году. Работал архитектором в тресте «Теплобетон». В 1936 году вступил в Союз архитекторов СССР. Принимал участие в Великой Отечественной войне.
В 1944 году стал членом Донского областного правления Союза архитекторов. В 1947 году вступил в КПСС. Работал архитектором в треста «Промстройпроект». В 1958—1952 годах был членом правления Московского отделения Союза архитекторов. Был членом бюро секции промышленной архитектуры Московского отделения Союза архитекторов и членом постоянной комиссии по промышленному строительству Правления Союза архитекторов СССР.
Написал ряд трудов, посвящённых применению асбоцементных плит в строительстве. Автор книги «Вспомогательные здания и помещения промышленных предприятий» (1973) и одноимённой статьи в Большой советской энциклопедии.

## Награды
- Сталинская премия третьей степени (1950) — за разработку и внедрение новых конструкций из асбоцемента в строительстве промышленных зданий и сооружений[3].

## Сочинения
- Ограждение конструкции из асбестоцементных листов для промышленных зданий. — М.: Государственное издательство по строительству и архитектуре, 1952. (соавтор)
- Вспомогательные здания и помещения промышленных предприятий. — М.: Стройиздат, 1973.